# Rajd Sibiu 2013
Rezultaty Rajdu Sibiu (13. Sibiu Rally Romania 2013), eliminacji Rajdowych Mistrzostw Europy w 2013 roku, który odbył się w dniach 25 lipca – 27 lipca. Była to szósta runda czempionatu w tamtym roku, odbywająca się na nawierzchni szutrowej, a także piąta w mistrzostwach Rumunii. Bazą rajdu było miasto Sybin. Zwycięzcami rajdu została czeska załoga Jan Kopecký i Pavel Dresler jadący samochodem Škoda Fabia S2000. Wyprzedzili oni Francuzów François Delecoura i Dominique’a Savignoniego w Peugeocie 207 S2000 i japońsko-australijską załogę Toshihira Araia i Anthony’ego McLoughlina w Subaru Imprezie STi R4.
Rajdu nie ukończyło 27 załóg. Na 4. odcinku specjalnym odpadli: Włosi Simone Tempestini w Subaru Imprezie STi R4 (awaria napędu) i Andrea Smiderle w Subaru Imprezie STi R4 (przebita opona), Węgier Gergely Szabó w Mitsubishi Lancerze Evo X R4 (awaria napędu) i Francuz Bryan Bouffier w Peugeocie 207 S2000 (uszkodzony amortyzator). Na 5. oesie wycofał się Węgier Kornél Lukács jadący Citroënem C2 R2 Max (przebicie opony). Na 6. oesie wypadł Ukrainiec Witalij Puszkar jadący Mitsubishi Lancerem Evo X R4, który miał awarię napędu. Na 9. oesie wycofał się Rumun Dan Girtofan w Škodzie Fabii S2000 (awaria napędu), a na 12. oesie jego rodak Edwin Keleti Mitsubishi Lancerze Evo X (awaria napędu).

## Klasyfikacja ostateczna
| Miejsce                               | Zawodnik                 | Pilot                    | Samochód                    | Czas                     | Strata                   | Punkty                   |
| ERC (punktowane pozycje)              | ERC (punktowane pozycje) | ERC (punktowane pozycje) | ERC (punktowane pozycje)    | ERC (punktowane pozycje) | ERC (punktowane pozycje) | ERC (punktowane pozycje) |
| ------------------------------------- | ------------------------ | ------------------------ | --------------------------- | ------------------------ | ------------------------ | ------------------------ |
| 1.                                    | Jan Kopecký              | Pavel Dresler            | Škoda Fabia S2000           | 2:18:07.8                |                          | 39                       |
| 2.                                    | François Delecour        | Dominique Savignoni      | Peugeot 207 S2000           | 2:21:10.6                | +3:02.8                  | 27                       |
| 3.                                    | Toshihiro Arai           | Anthony McLoughlin       | Subaru Impreza STi R4       | 2:24:11.4                | +6:03.6                  | 23                       |
| 4.                                    | Marco Tempestini         | Lucio Baggio             | Škoda Fabia S2000           | 2:25:40.9                | +7:33.1                  | 16                       |
| 5.                                    | Dávid Botka              | Péter Mihalik            | Mitsubishi Lancer Evo IX R4 | 2:25:56.1                | +7:48.3                  | 15                       |
| 6.                                    | Valentin Porcisteanu     | Mihai Daniel Dobre       | Mitsubishi Lancer Evo X     | 2:26:47.6                | +8:39.8                  | 14                       |
| 7.                                    | Jaroslav Orsák           | Lukáš Kostka             | Mitsubishi Lancer Evo IX R4 | 2:27:23.4                | +9:15.6                  | 8                        |
| 8.                                    | János Puskádi            | Barnabás Gódor           | Škoda Fabia S2000           | 2:28:07.2                | +9:59.4                  | 4                        |
| 9.                                    | Antonín Tlusťák          | Jan Škaloud              | Škoda Fabia S2000           | 2:29:46.9                | +11:39.1                 | 2                        |
| 10.                                   | Daniel Ungur             | Anton Avram              | Mitsubishi Lancer Evo VI    | 2:33:25.1                | +15:17.3                 |                          |
| Mistrzostwa Rumunii (pierwsza trójka) |                          |                          |                             |                          |                          |                          |
| 1. (2.)                               | François Delecour        | Dominique Savignoni      | Peugeot 207 S2000           | 2:21:10.6                |                          | 50                       |
| 2. (4.)                               | Marco Tempestini         | Lucio Baggio             | Škoda Fabia S2000           | 2:25:40.9                | +4:30.3                  | 36                       |
| 3. (5.)                               | Dávid Botka              | Péter Mihalik            | Mitsubishi Lancer Evo IX R4 | 2:25:56.1                | +4:45.5                  | 30                       |

## Zwycięzcy odcinków specjalnych
| Dzień      | Odcinek | G. rozp. | Nazwa             | Długość  | Zwycięzca         | Czas    | Lider rajdu       |
| ---------- | ------- | -------- | ----------------- | -------- | ----------------- | ------- | ----------------- |
| 1 (26 LIP) | SS1     | 14:01    | Dobarca 1         | 6.92 km  | François Delecour | 4:23.7  | François Delecour |
| 1 (26 LIP) | SS2     | 14:44    | Crinti 1          | 27.00 km | Bryan Bouffier    | 19:51.0 | Bryan Bouffier    |
| 1 (26 LIP) | SS3     | 17:52    | Dobarca 2         | 6.92 km  | Jan Kopecký       | 4:15.3  | Bryan Bouffier    |
| 1 (26 LIP) | SS4     | 18:35    | Crinti 2          | 27.00 km | Jan Kopecký       | 19:38.4 | Jan Kopecký       |
| 1 (26 LIP) | SS5     | 19:38    | Superspeciala 1   | 3.50 km  | Jan Kopecký       | 3:22.2  | Jan Kopecký       |
| 1 (26 LIP) | SS6     | 21:48    | Paltinis          | 9.00 km  | Jan Kopecký       | 5:54.6  | Jan Kopecký       |
| 1 (26 LIP) | SS7     | 22:11    | Santa             | 15.50 km | François Delecour | 11:00.9 | Jan Kopecký       |
| 2 (27 LIP) | SS8     | 10:27    | Sadu 1            | 8.50 km  | Jan Kopecký       | 4:12.4  | Jan Kopecký       |
| 2 (27 LIP) | SS9     | 10:50    | Gatu Berbecului 1 | 30.00 km | Jan Kopecký       | 21:39.5 | Jan Kopecký       |
| 2 (27 LIP) | SS10    | 11:43    | Santa Max 1       | 20.00 km | Jan Kopecký       | 14:11.8 | Jan Kopecký       |
| 2 (27 LIP) | SS11    | 14:08    | Sadu 2            | 8.50 km  | Jan Kopecký       | 4:16.5  | Jan Kopecký       |
| 2 (27 LIP) | SS12    | 14:31    | Gatu Berbecului 2 | 30.00 km | Jan Kopecký       | 21:39.5 | Jan Kopecký       |
| 2 (27 LIP) | SS13    | 15:24    | Santa Max 2       | 20.00 km | odcinek anulowany |         | Jan Kopecký       |
| 2 (27 LIP) | SS14    | 17:34    | Superspeciala 2   | 3.50 km  | Jan Kopecký       | 3:17.5  | Jan Kopecký       |